# Tevin Campbell
Tevin Jermod Campbell (Waxahachie, Texas; 12 de noviembre de 1976) es un cantante, compositor, actor y productor estadounidense. Demostró su pasión por el canto a muy temprana edad, cantando góspel en una iglesia local. Después audicionó para una famosa cantante de jazz, Bobbi Humprey, en 1988. Campbell firmó con Warner Bros. Records. En 1991, Campbell colaboró con el empresario musical Quincy Jones interpretando las voces líderes de la canción «Tomorrow» para el álbum de Jones Back on the Block y publicó su álbum debut platino, T.E.V.I.N.. El álbum incluye su éxito más grande a la fecha, «Tell Me What You Want Me to Do», alcanzando el #6 en el Billboard Hot 100.

## Filmografía

### Cine y televisión
| Año  | Título                      | Papel             | Notas                                                 |
| ---- | --------------------------- | ----------------- | ----------------------------------------------------- |
| 1989 | Wally and the Valentines    | Russell Valentine | Película de NBC                                       |
| 1990 | The Fresh Prince of Bel-Air | Little T          | Show protagonizado por Will Smith                     |
| 1990 | Graffiti Bridge             | Tevin             | Película escrita, dirigida y protagonizada por Prince |
| 1995 | A Goofy Movie               | Powerline         | Película de Disney                                    |
| 1995 | New York Undercover         | Cantante          | Show de FOX                                           |
| 1996 | Moesha                      | Kevin             | Show protagonizada por Brandy Norwood                 |
| 1997 | The Parent 'Hood            | Él mismo          | Comedia de The WB                                     |

## Discografía
- 1991: T.E.V.I.N.
- 1993: I'm Ready
- 1996: Back to the World
- 1999: Tevin Campbell